# Timm Herzbruch
Timm Herzbruch (7 de junho de 1997) é um jogador de hóquei sobre a grama alemão, medalhista olímpico

## Carreira
Herzbruch integrou o elenco da Seleção Alemã de Hóquei Sobre Grama, nas Olimpíadas de 2016, conquistando a medalha de bronze.